# Ruta de Illinois 161
La Ruta de Illinois 161, y abreviada IL 161 (en inglés: Illinois Route 161) es una carretera estatal estadounidense ubicada en el estado de Illinois. La carretera inicia en el oeste desde la IL 157     en Fairview Heights hacia el este en la IL 37     en Kell. La carretera tiene una longitud de 108,2 km (67.24 mi).

## Mantenimiento
Al igual que las autopistas interestatales, y las rutas federales y el resto de carreteras estatales, la Ruta de Illinois 161 es administrada y mantenida por el Departamento de Transporte de Illinois por sus siglas en inglés IDOT.